# Komáromi Süllye Pál
Komáromi Süllye Pál (Szabadjaszentkirály, 1771 körül – Udvari, 1831. december 5.) református lelkész.

## Élete
Szabadja-szent-királyi (Veszprém megye) származású; 1788. április 18-án a debreceni kollégium felső osztályába lépett. 1797. március 17-től 1800. április 20-ig Hajdúböszörményben volt rektor; 1801-ben Hadházán, 1804-ben Álmosdon volt pap; 1806. április 20-tól 1809. június 10-ig ismét Hajdúböszörményben lelkésztanári címmel; ezután Hadházára ment papnak. 1814-től Hajdúbagoson lelkész, 1822-től egyházi ülnök, 1823-tól egyházmegyei jegyző, 1826. április 24-től pro-senior; 1828-tól Udvariban pap, ahol 1831. december 5-én meghalt 60. évében. A Hazai s Külföldi Tudosítások szerint Diószegi Sámuel tanítványa volt és "a nyelvek philosophiájában való jártasságával, nemzeti nyelvünk pallérozásában tünt ki s a (debreczeni) grammatika rendbeszedésében közreműködött".

## Munkája
- Hivatalbéli hívség és annak szerző oka, vagy fundamentoma, melyet néhai nagytiszt. Földvári József urnak a debreczeni ref. ekklesia lelki pásztorának ... temetési tisztességtétele alkalmatosságával halotti prédikáczióba foglalva előadott a debreczeni ekklesia kis templomában. Debreczen, 1830